# 岩櫃山

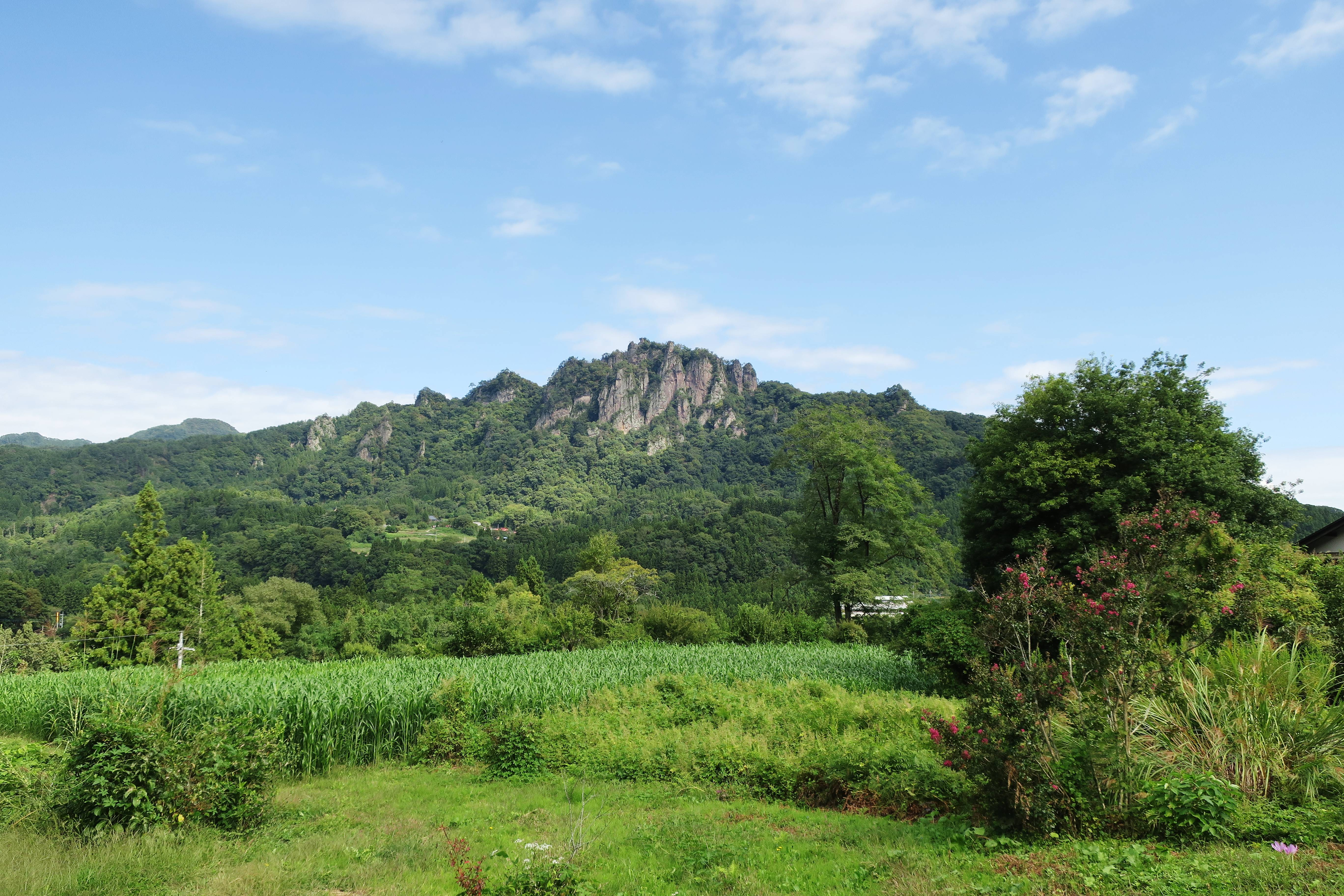
山容（南方より、2018年9月）

岩櫃山（いわびつやま）は、日本の北関東、群馬県吾妻郡東吾妻町にある、標高802.6mの山。
ぐんま百名山の一つ。群馬県を代表する名勝で、吾妻渓谷と共に吾妻八景を代表する景勝地である。

## 概要
山頂部の南面は約200mにもなる岩壁が切り立つ。約600万年前（新生代新第三紀中新世末期〈メッシニアン〉）の噴火活動によって形成された山が、風雨と川の流れに侵蝕された結果、断崖だらけの荒々しい山容となった。山体は大部分が岩島層に属す。上部地層は主として安山岩質凝灰角礫岩と安山岩溶岩、下部層は主として凝灰岩で形成されている。
戦国時代の岩櫃山東麓中腹には、真田氏ゆかりの難攻不落の山城として天下に名を馳せた名城・岩櫃城があった。そういったつながりから、2016年（平成28年）のNHK大河ドラマ『真田丸』では、実写映像とCGとVFXとで制作されたオープニングタイトル（制作者：新宮良平、EPOCH Inc.）のクライマックスシーンに岩櫃山が用いられた。また、麓の古谷地区には真田昌幸が武田勝頼を迎えるために3日間で建てたといわれる館城「古谷御殿」があった。この館は潜龍院という寺院があったため、現在では潜龍院跡と呼ばれている。
登山道は岩場もあるが、危険箇所は鎖や梯子で整備されている。山頂からの眺望に優れ、上州の山々が見渡せるほか、晴れた日には富士山を遠望できる。2010年代では、毎年11月3日に平沢地区の登山口で「紅葉祭」というイベントが催され、県内外から多くの観光客が訪れる。地元で採れる山菜を使った郷土料理などが振舞われていた。

## 探訪

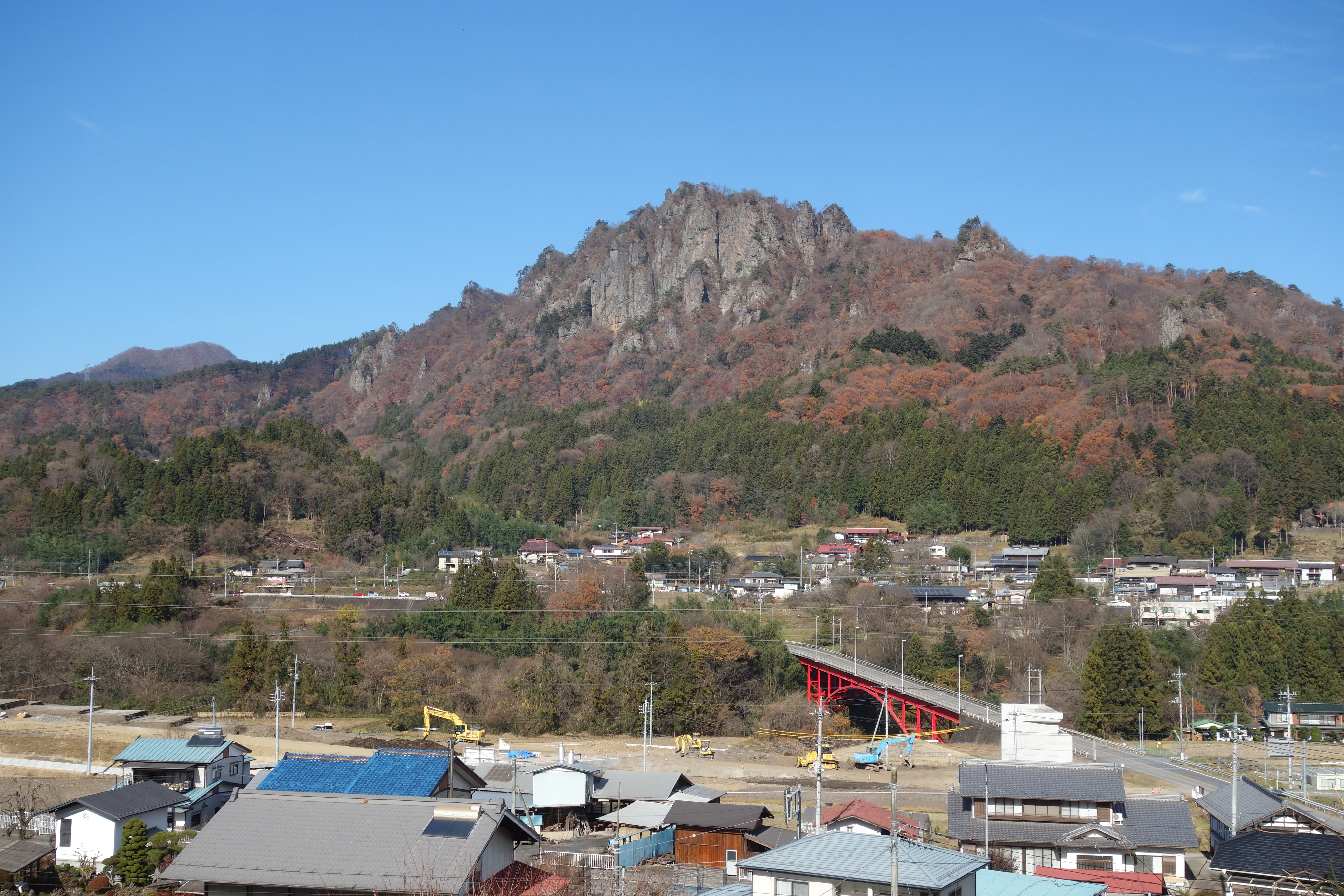
秋の岩櫃山
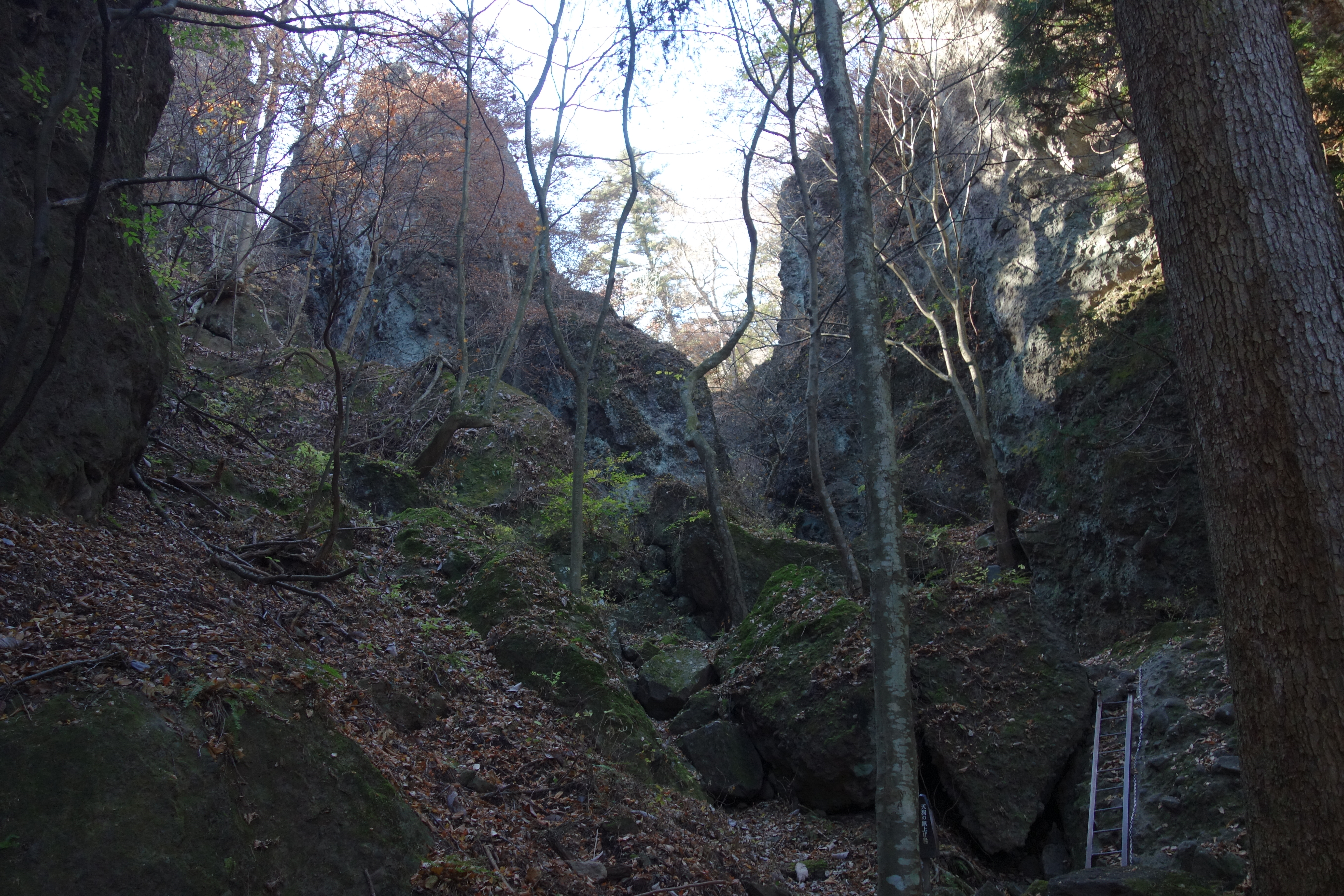
櫃の口（天狗の蹴上げ岩）
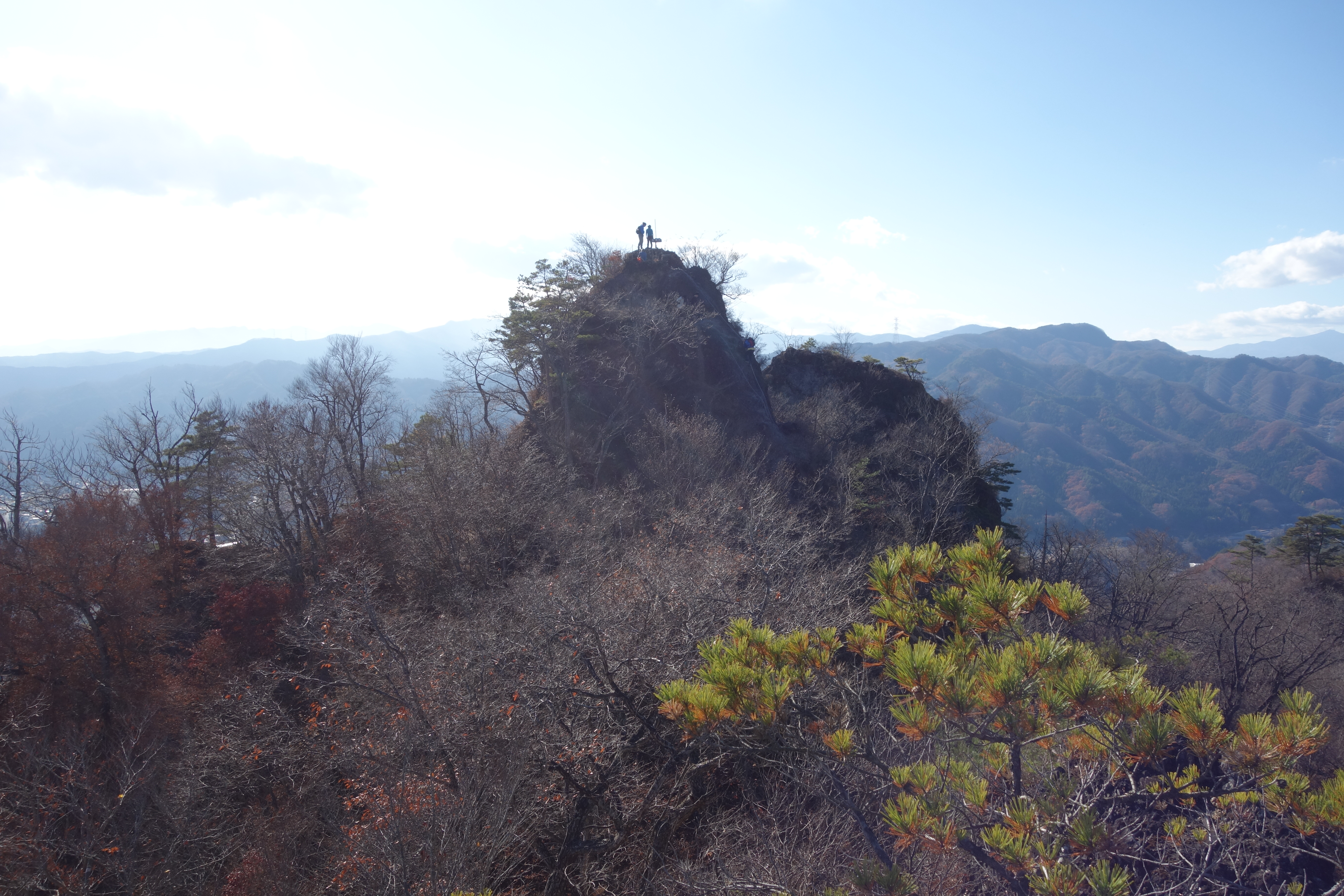
九合目からの岩櫃山
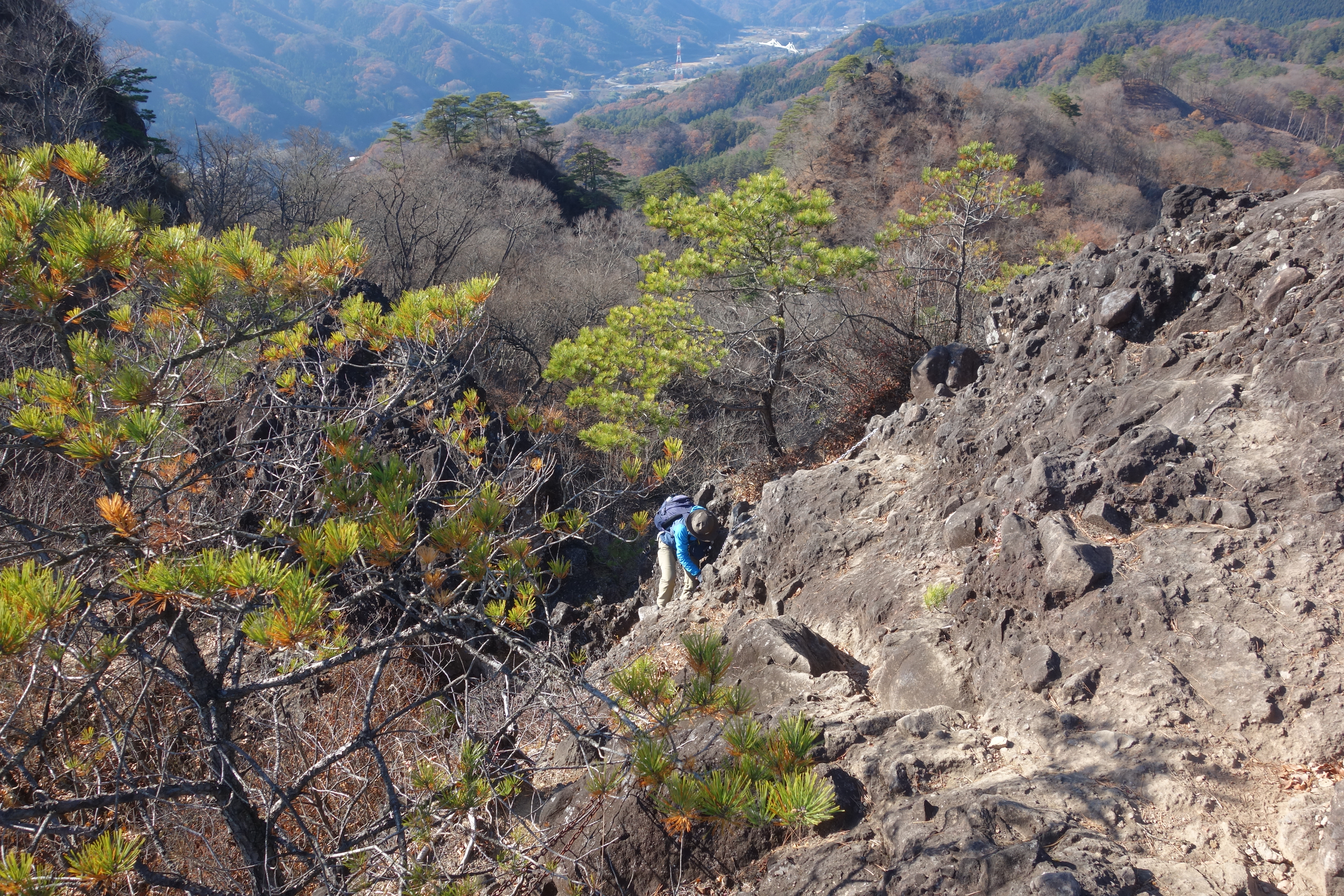
九合目の鎖場
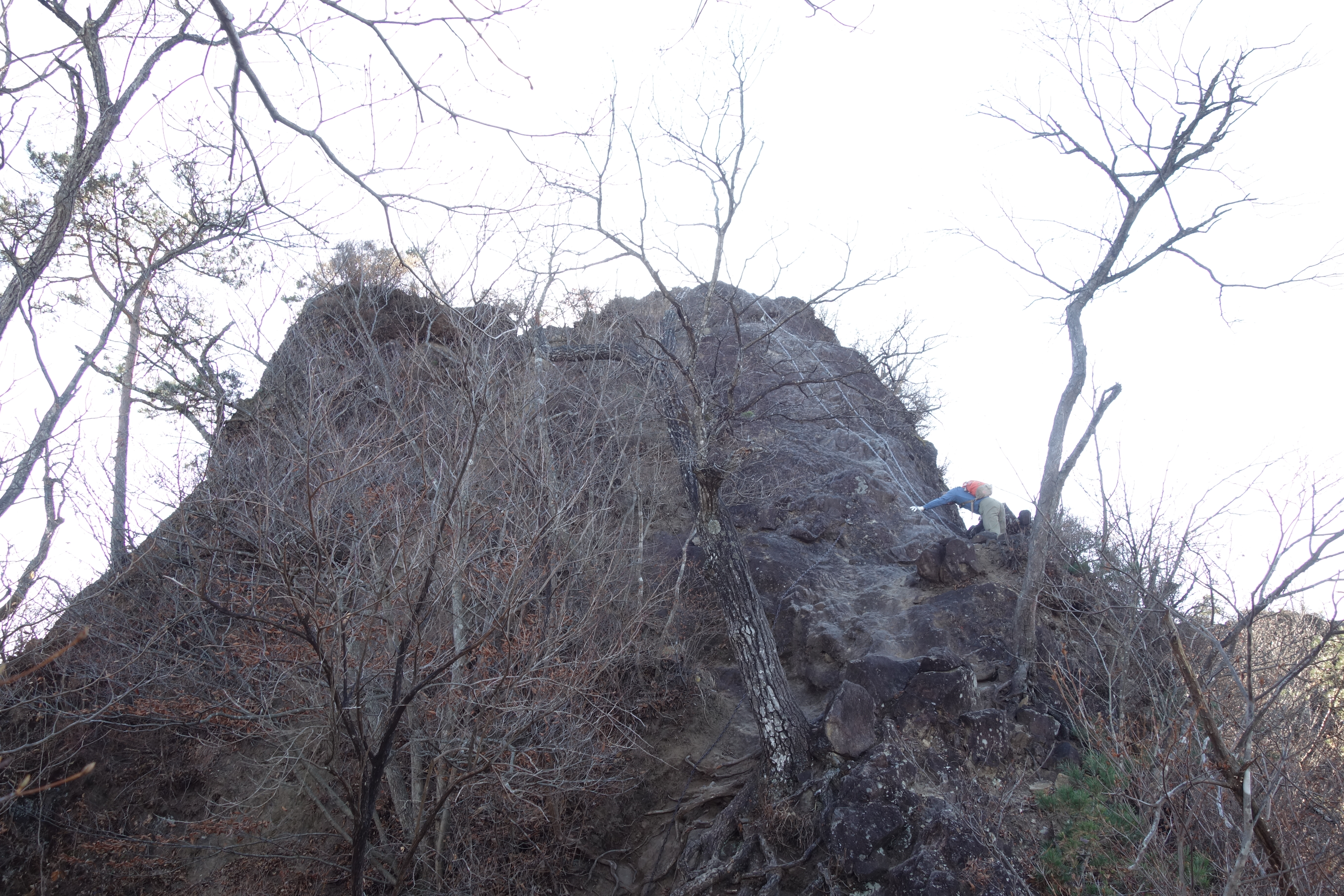
岩櫃山山頂部の鎖場
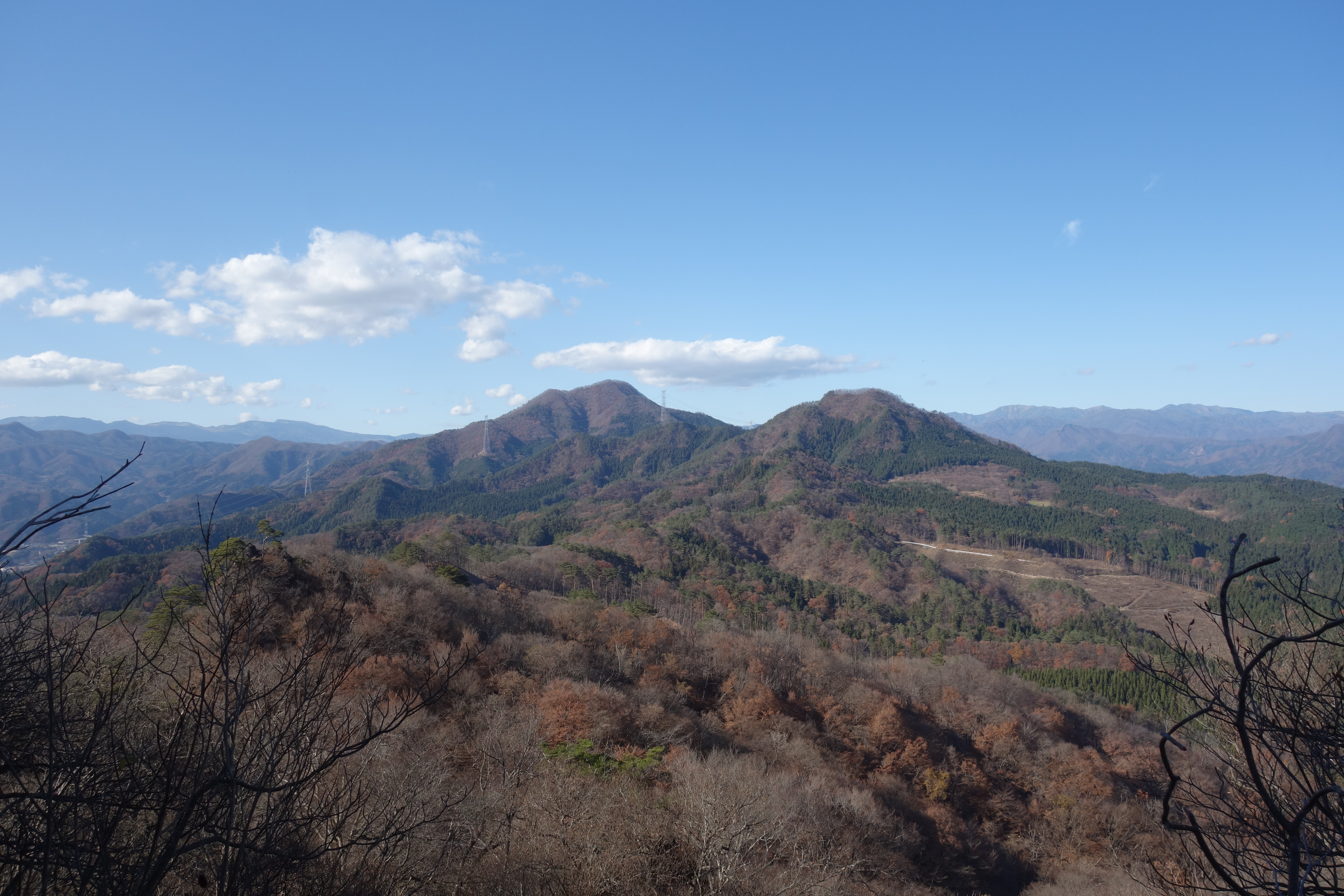
岩櫃山から北西（左奥横手山、右奥白砂山）
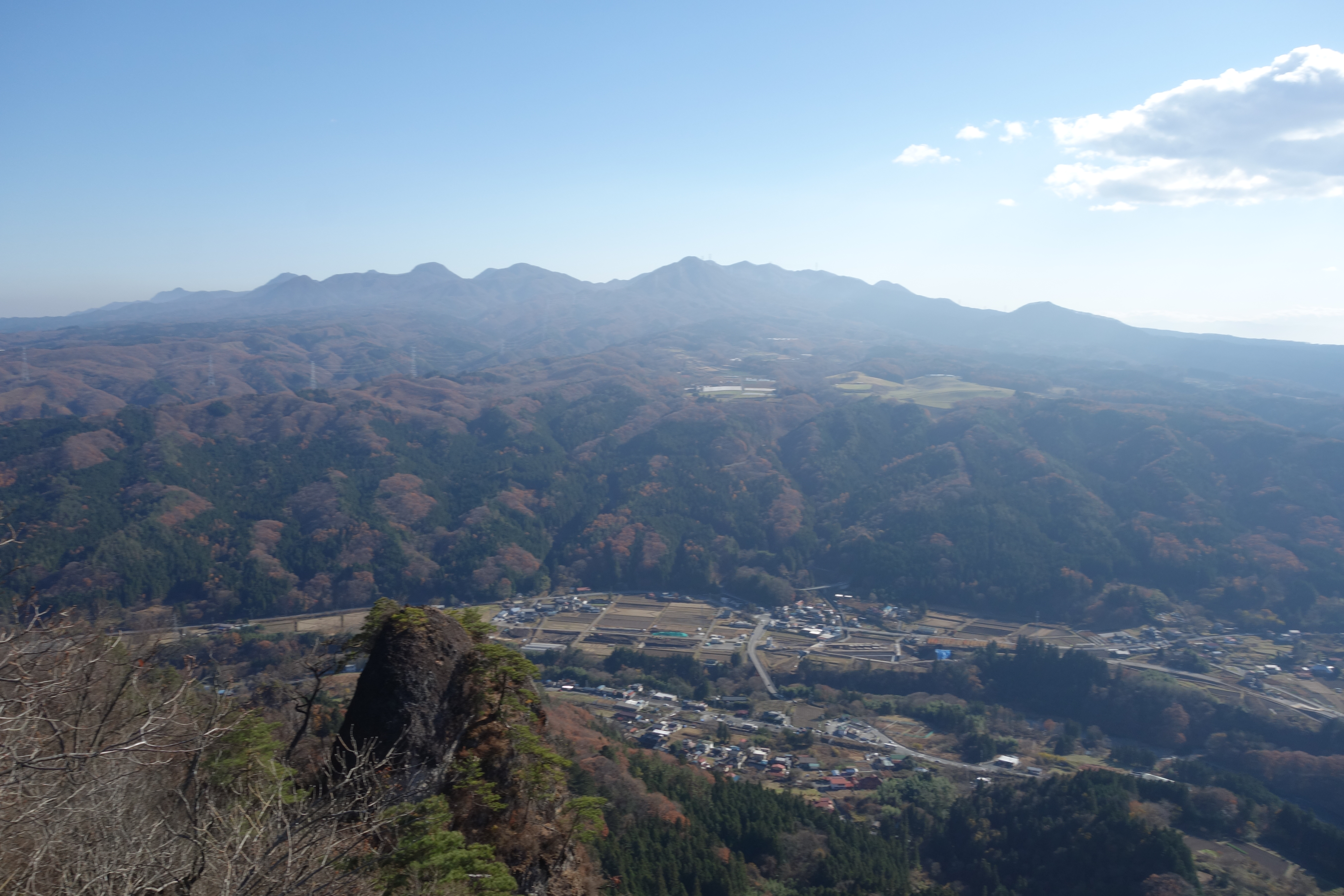
岩櫃山からの榛名山
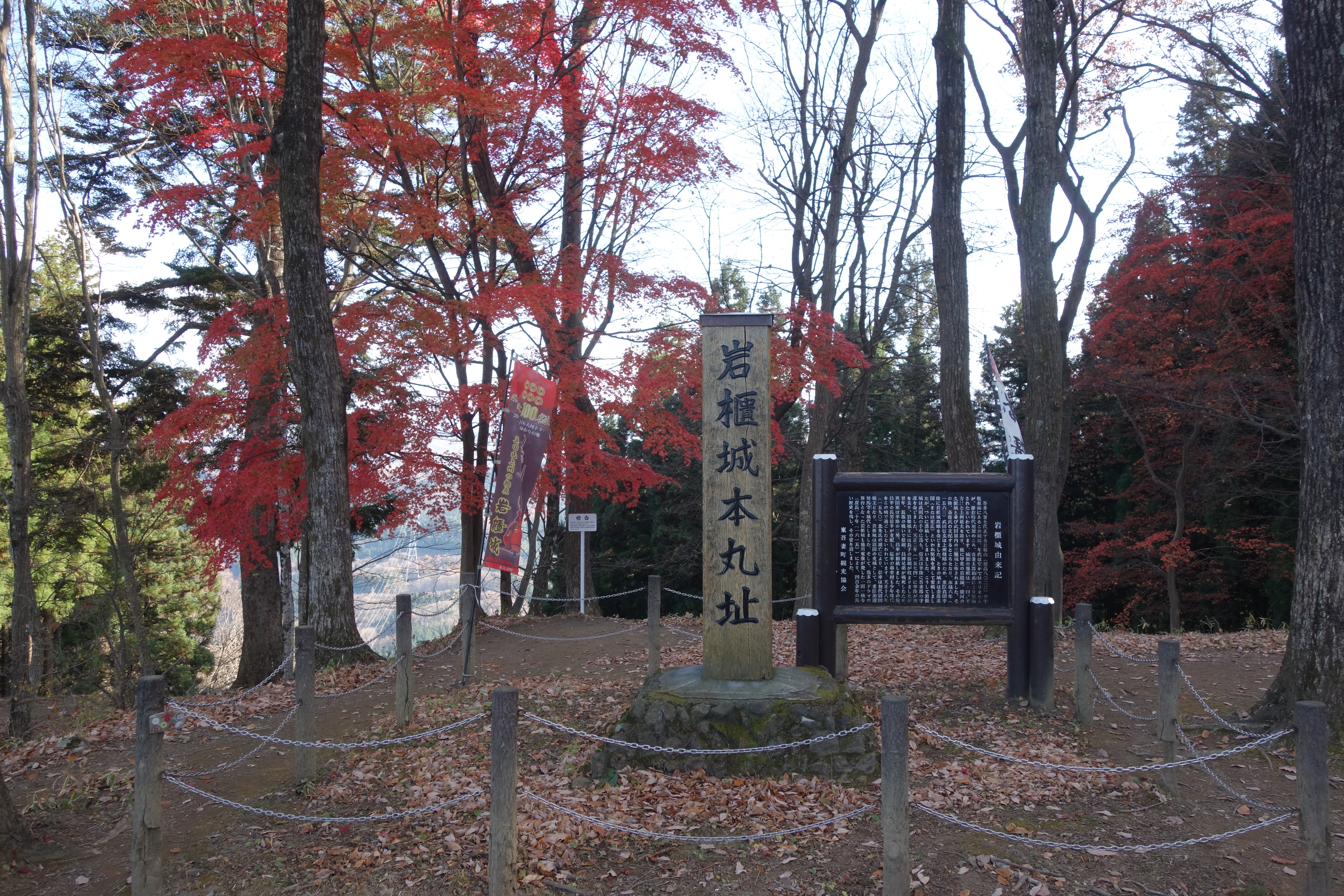
岩櫃城址／登山道の途中にある。
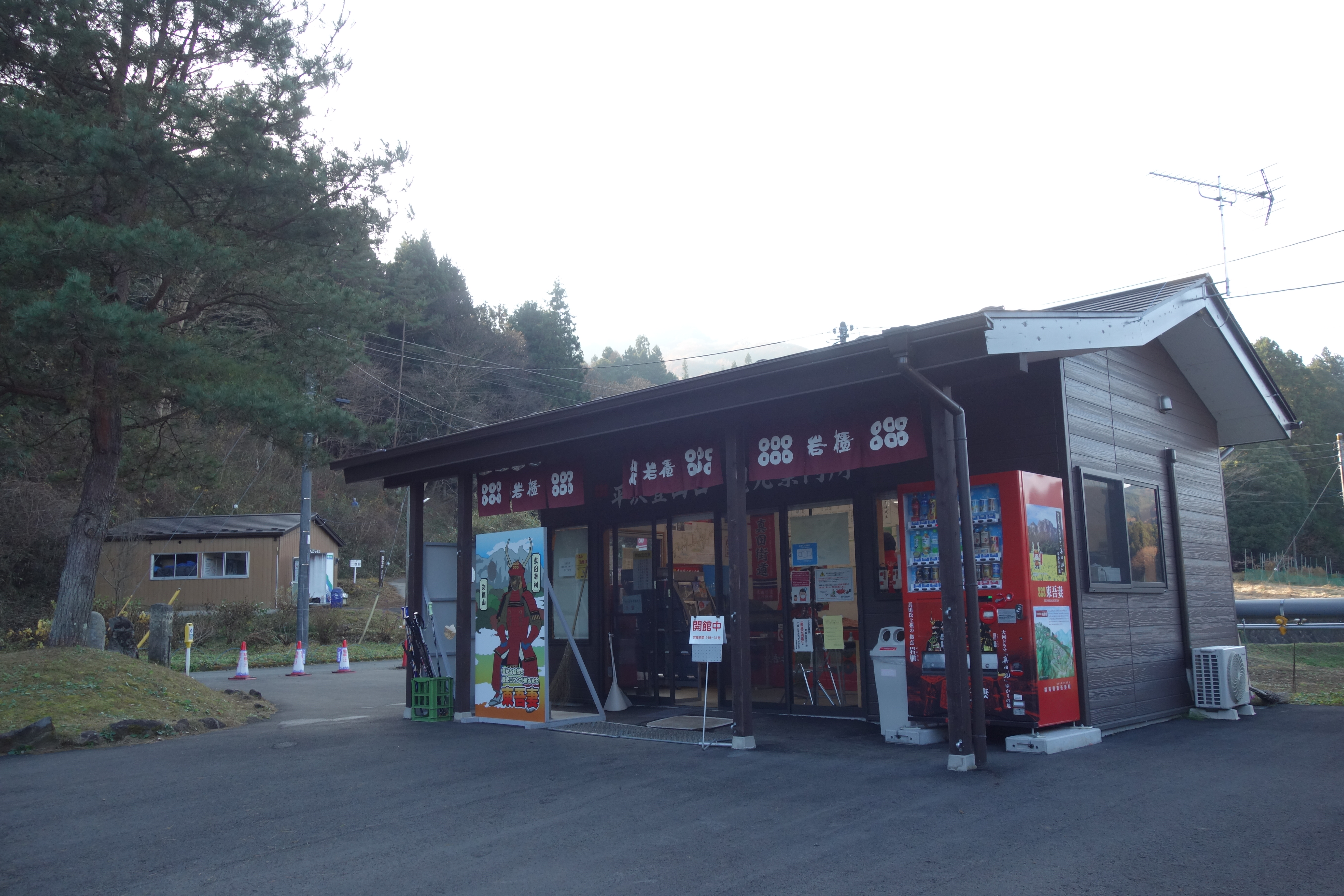
岩櫃平沢登山口観光案内所

## 交通アクセス
- JR吾妻線 郷原駅から徒歩40分程度。

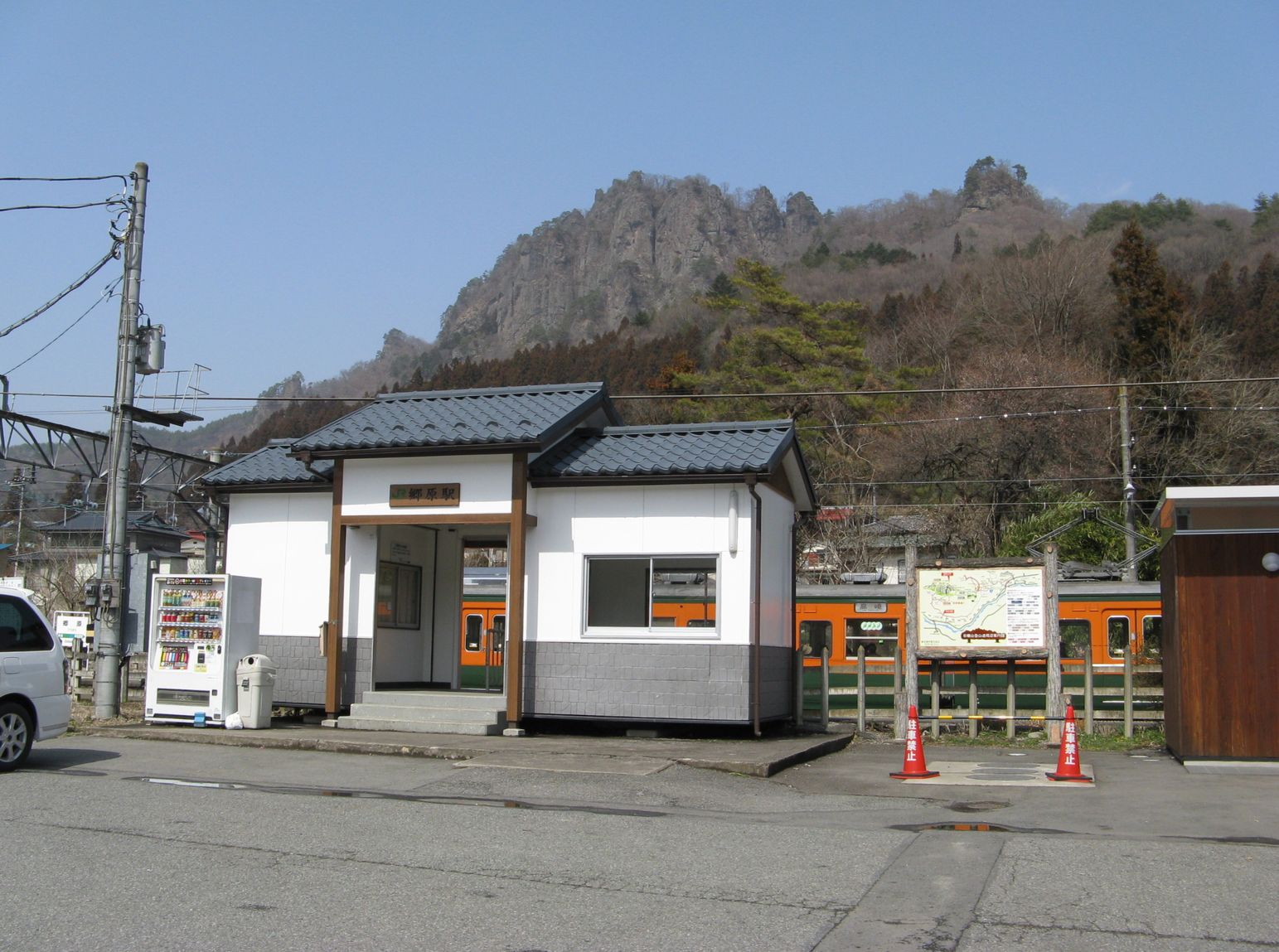
郷原駅の背後に聳える岩櫃山（2009年3月）

- 郷原駅および群馬原町駅から1時間足らずでアクセスできる。